# Biegi narciarskie na Zimowej Uniwersjadzie 2023
Biegi narciarskie na Zimowej Uniwersjadzie 2023 odbyły się w dniach 13–22 stycznia 2023. Zawodnicy rywalizowali w jedenastu konkurencjach – pięciu męskich, pięciu żeńskich i w jednej sztafecie mieszanej.

## Zestawienie medalistów

### Kobiety
| Data             | Konkurencja                                    | Złoto                                                    | Srebro                                                           | Brąz                                                                    |
| ---------------- | ---------------------------------------------- | -------------------------------------------------------- | ---------------------------------------------------------------- | ----------------------------------------------------------------------- |
| 15 stycznia 2023 | Sprint s. dowolnym (1,5 km) (szczegóły)        | Mariel Merlii Pulles                                     | Tiia Olkkonen                                                    | Anna-Maria Dietze                                                       |
| 17 stycznia 2023 | Bieg na 5 km s. klasycznym (szczegóły)         | Hilla Niemelä                                            | Mariel Merlii Pulles                                             | Maria Eugenia Boccardi                                                  |
| 18 stycznia 2023 | Bieg pościgowy na 5 km s. dowolnym (szczegóły) | Hilla Niemelä                                            | Mariel Merlii Pulles                                             | Maria Eugenia Boccardi                                                  |
| 20 stycznia 2023 | Sztafeta 4 x 5 km (szczegóły)                  | Finlandia Tiia Olkkonen · Vilja Kauranen · Hilla Niemelä | Norwegia Astrid Stav · Selma Andersen · Karianne Olsvik Dengerud | Kazachstan Ajsza Rakiszewa · Nadieżda Stiepaszkina · Ksienija Szałygina |
| 22 stycznia 2023 | Bieg masowy na 15 km s. dowolnym (szczegóły)   | Mariel Merlii Pulles                                     | Kendall Kramer                                                   | Ksienija Szałygina                                                      |

### Mężczyźni
| Data             | Konkurencja                                     | Złoto                                                                  | Srebro                                                                             | Brąz                                                                  |
| ---------------- | ----------------------------------------------- | ---------------------------------------------------------------------- | ---------------------------------------------------------------------------------- | --------------------------------------------------------------------- |
| 15 stycznia 2023 | Sprint s. dowolnym (1,5 km) (szczegóły)         | Verneri Poikonen                                                       | Jaume Pueyo                                                                        | Tom Mancini                                                           |
| 17 stycznia 2023 | Bieg na 10 km s. klasycznym (szczegóły)         | Ryo Hirose                                                             | Magnus Bøe                                                                         | Andreas Kirkeng                                                       |
| 18 stycznia 2023 | Bieg pościgowy na 10 km s. dowolnym (szczegóły) | Ryo Hirose                                                             | Andreas Kirkeng                                                                    | John Steel Hagenbuch                                                  |
| 20 stycznia 2023 | Sztafeta 4 x 7,5 km (szczegóły)                 | Francja Gianni Giachino · Mattéo Correia · Simon Chappaz · Tom Mancini | Norwegia Fredrik Luetcherath Nilsen · Magnus Bøe · Øyvind Haugan · Andreas Kirkeng | Japonia Shota Moriguchi · Yoshiki Hoshino · Yuito Habuki · Ryo Hirose |
| 22 stycznia 2023 | Bieg masowy na 30 km s. dowolnym (szczegóły)    | John Steel Hagenbuch                                                   | Magnus Bøe                                                                         | Luca Compagnoni                                                       |

### Konkurencje mieszane
| Data             | Konkurencja                                         | Złoto                            | Srebro                                           | Brąz                                                  |
| ---------------- | --------------------------------------------------- | -------------------------------- | ------------------------------------------------ | ----------------------------------------------------- |
| 13 stycznia 2023 | Sprint drużynowy mieszany s. klasycznym (szczegóły) | Japonia I Ryo Hirose · Rin Sobue | Stany Zjednoczone II Finn Sweet · Renae Anderson | Norwegia I Andreas Kirkeng · Karianne Olsvik Dengerud |